# Katie McGrath
Katherine Elizabeth McGrath (Ashford, 3 de enero de 1983), más conocida como  Katie McGrath, es una actriz y modelo irlandesa.

## Biografía y carrera
McGrath nació en Ashford, Condado de Wicklow (Irlanda). Tiene dos hermanos mayores, Sean y Rudhraigh (Rory). Se graduó con un postgrado en Historia en el Trinity College de Dublín. Inicialmente, McGrath no tenía la intención de seguir la profesión de actriz y tras graduarse, se interesó en el periodismo de moda y estilo de vida; poco después comenzó a trabajar para varias revistas de moda e imagen. Más adelante, la mejor amiga de su madre, quien era asistente de dirección, le ayudó a conseguir un trabajo como asistente de vestuario en la serie Los Tudor.

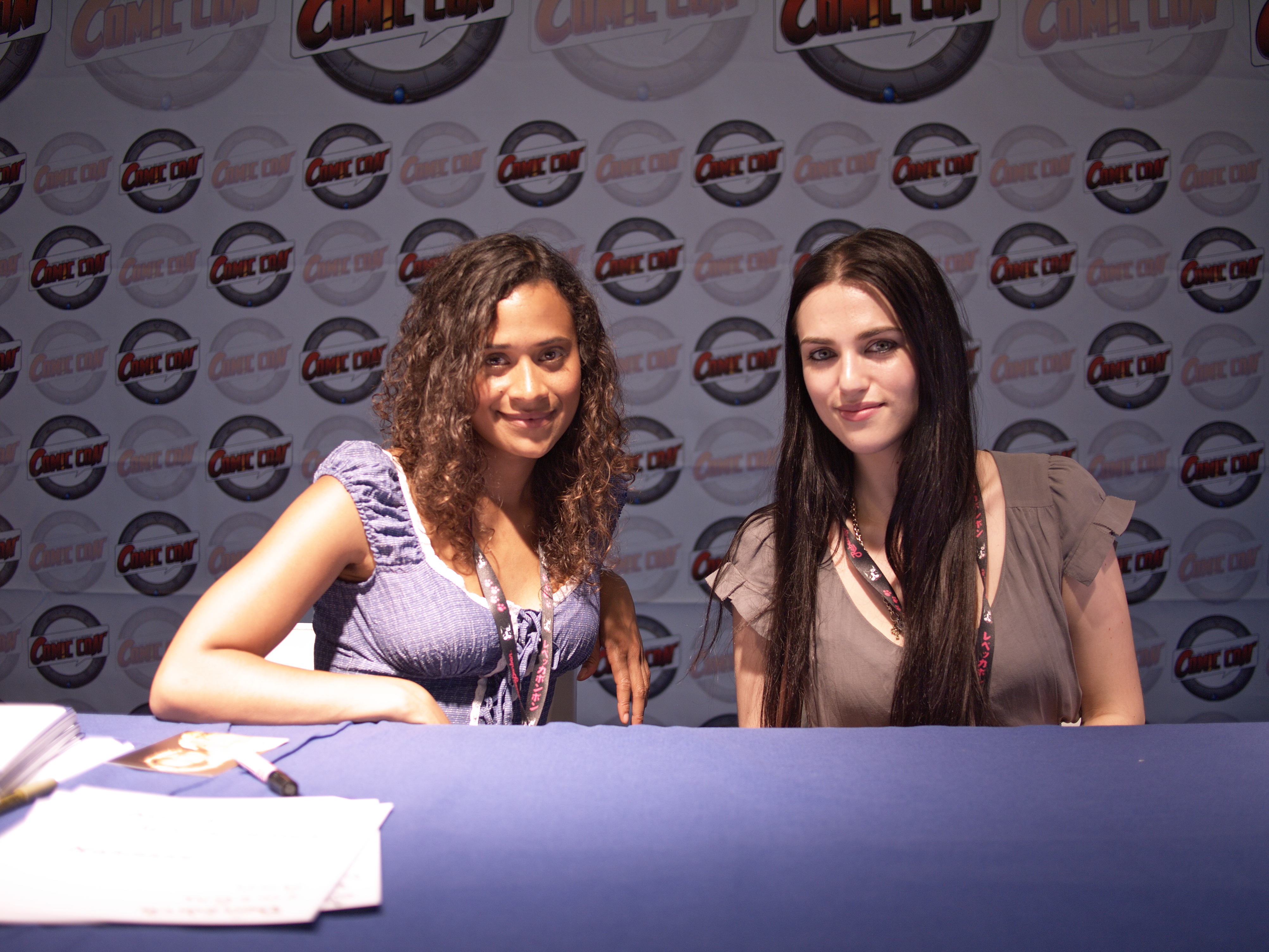
McGrath (derecha) junto a Angel Coulby, en la Comic Con de Francia de 2010.

Mientras trabajaba en Los Tudor, le aconsejaron que probase la actuación, por lo que envió fotografías a agencias irlandesas. Como resultado, consiguió un papel secundario en la serie, en el quinto episodio de la segunda temporada.
Según sus palabras: 

"Un par de productores me dijeron que debía darle una oportunidad a la actuación. Entonces pensé, "¿Por qué no?" Es como escapar para unirse al circo, todo el mundo quiere hacerlo cuando es joven pero entonces creces y consigues un empleo. Pero alguien tiene que hacerlo o nadie tendría el circo."

McGrath también rodó un docudrama de cinco partes para el Canal 4, donde se abordaba la vida de la reina Isabel II. Allí dio vida a una joven princesa Margarita.
Asimismo, trabajó en las películas Edén y Freakdog, antes de unirse al reparto de la serie de fantasía artúrica Merlín como la bruja Morgana. McGrath casi no consiguió el papel en la serie debido al hecho de que posee acento irlandés, debido a lo cual ella y su coestrella Colin Morgan, recibieron entrenamiento especial para su nuevo acento. En marzo de 2011, McGrath se unió al rodaje de la película Christmas at Castlebury Hall en el papel protagonista de Jules Daly. En septiembre del mismo año, prestó su voz para el personaje de un futuro cortometraje animado titulado Trìd an Stoirm. Algo más tarde ese mismo mes fichó para interpretar a Oriane Congost en la miniserie Labyrinth.S
En 2013, se unió al elenco de la serie Dracula, donde dio vida a Lucy Westenra, una aristócrata londinense. Ese mismo año formó parte de la serie de BBC Dates. En 2015, apareció en la película de la franquicia Jurassic Park titulada Jurassic World, donde interpretó al personaje de Zara Young. En 2016, interpretó a Sarah Bennett, personaje principal de la serie de terror antológica canadiense Slasher. Fue también en 2016 cuando se anunció que interpretaría el rol recurrente de Lena Luthor en la segunda temporada de la serie Supergirl, personaje que se volvería principal para la tercera temporada de la serie. Además en 2016 también actuaría en la película para televisión Buttons.
En 2017, aparece en la película dirigida por Guy Ritchie King Arthur: Legend of the Sword, donde interpreta a Elsa, la esposa del antagonista principal Vortigern. En 2019, McGrath interpretó a Saskia de Merindol una abogada bisexual en la miniserie de    
"Secret Bridesmaids’ Business". En 2023, McGrath interpretó a "The Adjudicator" en la precuela de John wick, The continental.

## Vida personal
Sus padres son Mary y Paul McGrath y fue criada con sus dos hermanos mayores, llamados Sean y Rudhraigh.

## Filmografía

### Cine
| Año  | Título                           | Papel                 | Notas |
| ---- | -------------------------------- | --------------------- | ----- |
| 2007 | Pebble                           | Tara                  |       |
| 2011 | W.E.                             | Lady Thelma Furness   |       |
| 2011 | Una Princesa para Navidad        | Jules Daly            |       |
| 2012 | Tríd an Stoirm                   | Alice / Banshee (voz) |       |
| 2014 | Leading Lady                     | Jodi Rutherford       |       |
| 2015 | Jurassic World                   | Zara Young            |       |
| 2015 | The Throwaways                   | Gloria Miller         |       |
| 2017 | King Arthur: Legend of the Sword | Elsa                  |       |
| 2018 | Buttons                          | Mrs. Wentworth        |       |

### Televisión
| Año       | Título                       | Papel                | Notas                                                                                         |
| --------- | ---------------------------- | -------------------- | --------------------------------------------------------------------------------------------- |
| 2007      | Damage                       | Rachel               | Película para televisión                                                                      |
| 2008      | Eden                         | Trisha               | Película para televisión                                                                      |
| 2008      | Los Tudor                    | Bess                 | Episodio: "His Majesty's Pleasure"                                                            |
| 2008      | Freakdog / Red Mist          | Harriet Chambers     | Película para televisión                                                                      |
| 2008      | The Roaring Twenties         | Vixen                | Miniserie                                                                                     |
| 2008-2012 | Merlín                       | Morgana Pendragon    | Papel principal; 57 episodios                                                                 |
| 2009      | The Queen                    | Princesa Margarita   | Episodio: "Margaret"                                                                          |
| 2011      | Christmas at Castlebury Hall | Jules Daly           | Película para televisión                                                                      |
| 2012      | Labyrinth                    | Oriane Congost       | Miniserie                                                                                     |
| 2013      | Dates                        | Kate Foster          | Episodio: "Erica and Kate"                                                                    |
| 2013-2014 | Dracula                      | Lucy Westenra        | Papel principal; 10 episodios                                                                 |
| 2016      | Slasher                      | Sarah Bennett        | Papel principal; 8 episodios                                                                  |
| 2016-2021 | Supergirl                    | Lena Luthor          | Elenco recurrente (temporada 2; 12 episodios) Elenco principal (temporadas 3-6; 69 episodios) |
| 2016-2017 | Frontier                     | Elizabeth Carruthers | Papel recurrente; 7 episodios                                                                 |
| 2019      | Secret Bridesmaids' Business | Saskia de Merindol   | Papel principal; 6 episodios                                                                  |
| 2023      | The Continental              | The Adjudicator      | Elenco principal; 3 episodios                                                                 |
| 2025      | The Ex-wife                  | Jen                  | Elenco principal;(Temporada 2)                                                                |

### Videos musicales
| Año  | Título    | Artista |
| ---- | --------- | ------- |
| 2014 | From Eden | Hozier  |

## Premios y nominaciones
| Año  | Premio                         | Categoría                                                           | Trabajo   | Resultado |
| ---- | ------------------------------ | ------------------------------------------------------------------- | --------- | --------- |
| 2009 | Monte Carlo TV Festival Awards | Actriz destacada en Drama                                           | Merlín    | Nominada  |
| 2011 | Monte Carlo TV Festival Awards | Actriz destacada en Drama                                           | Merlín    | Nominada  |
| 2018 | Teen Choice Awards             | Actriz revelación (Choice Scene Stealer)                            | Supergirl | Nominada  |
| 2020 | The 2020 Tell-Tale TV Awards   | Actriz favorita en una Serie de Ciencia Ficción / Fantasía / Terror | Supergirl | Ganadora  |